# Ateuchus hendrichsi
Ateuchus hendrichsi – gatunek chrząszcza z rodziny poświętnikowatych i plemienia Ateuchini.
Gatunek ten opisany został w 1996 roku przez Berta Kohlmanna.
Ciało długości od 6,5 do 7,5 mm i szerokości od 4 do 4,5 mm, owalne i wypukłe, ciemnobrązowe ze słabym, złotozielonym  połyskiem na głowie i przedpleczu. Zaokrąglone zęby nadustka są rozdzielone szerokim u samców i umiarkowanie szerokim u samic V-kształtnym wcięciem. Przedplecze niecałkowicie obrzeżone z przodu. Rzędy pokryw słabo wgłębione, z wyjątkiem wierzchołka gdzie wgłębione są silnie. Powierzchnia pokryw gładka, a  pygidium delikatnie ziarenkowana, obie drobno punktowane. Samiec ma wewnętrzną torebkę edeagusa wyposażoną w dobrze rozwinięte kolce, trzy haczyki i tyleż blaszek wierzchołkowych.
Chrząszcz neotropikalny, znany wyłącznie z Kostaryki.